# Dom (volk)
De Dom (Turks: Domlar) zijn een nomadisch volk in het oosten van Turkije en noorden van Syrië. Ze worden ook wel Koerdische zigeuners genoemd. De Dom wonen in dezelfde regio's waar ook grote Koerdische bevolkingsgroepen voorkomen, terwijl er in de noordoostelijke regio van Turkije enkele seizoensgebonden nomaden zijn. Het is moeilijk om vast te stellen hoe groot de bevolkingsgroep is: de overheden hebben nooit interesse getoond in de Dom, en zelf noemen de Dom zich dikwijls Koerden om problemen te voorkomen.
De Dom spreken Domari en Koerdisch als moedertaal. Ze zijn soennieten naar Shafi'i, zoals de Koerden, en zijn aanhangers van het alevitisme.
Als gevolg van de Syrische Burgeroorlog verhuisden veel Doms van Syrië naar Turkije.